# Національна регбійна ліга (Австралія)
Національна регбійна ліга — вища ліга команд з професійного регбіліг в Австралії та Новій Зеландії. Головне змагання в рамках ліги — Чемпіонат Телстра.